# Ogmodera lobata
Ogmodera lobata är en skalbaggsart som beskrevs av Stefan von Breuning 1942. Ogmodera lobata ingår i släktet Ogmodera och familjen långhorningar. Inga underarter finns listade i Catalogue of Life.